# Europese weg 805
De Europese Weg 805 of E805 is een Europese weg die loopt van Famalicão in Portugal naar Chaves in Portugal.

## Algemeen
De Europese weg 805 is een Klasse B-verbindingsweg en verbindt het Portugese Famalicão met het Portugese Chaves en komt hiermee op een afstand van ongeveer 130 kilometer. De route is door de UNECE als volgt vastgelegd: Famalicão - Chaves.